# Kalendarium pontyfikatu Franciszka (2020)

## Kalendarium pontyfikatu Franciszka w roku 2020

### Styczeń
- 2 stycznia
  - Papież Franciszek wziął udział w pogrzebie kardynała Prospera Grecha[1].
- 3 stycznia
  - Zaprezentowano orędzie papieża, na Światowy Dzień Chorego[2].
- 11 stycznia
  - Spotkanie ze wspólnotą Papieskiego Kolegium Etiopskiego[3].
- 17 stycznia
  - Przyjęcie ekumenicznej delegacji luteranów z Finlandii[4].
- 18 stycznia
  - Przyjęcie delegacji rybaków z San Benedetto del Tronto[5].
- 20 stycznia
  - Przyjęcie delegacji przedstawicieli Centrum Szymona Wiesenthala[6].
- 24 stycznia
  - Papież Franciszek wygłosił orędzie z okazji Światowego Dnia Środków Społecznego Przekazu[7].
- 25 stycznia
  - Za pośrednictwem telemostu, papież Franciszek przesłał orędzie z okazji pierwszej rocznicy tragedii w Brumadinho[8].
- 30 stycznia
  - Udział w zgromadzeniu plenarym Kongregacji Nauki Wiary[9].
- 31 stycznia
  - Spotkanie z uczestnikami międzynarodowego kongresu „Bogactwo lat”[10]

### Luty
- 1 lutego
  - Spotkanie z fundacją GVM Care & Research[11].
- 2 lutego
  - Papież Franciszek wygłosił orędzie z okazji otwarcia obchodów rocznicy 150-lecia proklamacji Rzymu stolicą Włoch[12].
- 4 lutego
  - Za pośrednictwem telemostu z Watykanu, papież Franciszek przesłał orędzie do uczestników uroczystości w Abu Zabi z okazji pierwszej rocznicy podpisania Dokumentu o Braterstwie Ludzkim[13].
- 5 lutego
  - Spotkanie z uczestnikami warsztatów „Nuove forme di fraternità solidale, di inclusione, integrazione e innovazione”, organizowanych przez Papieską Akademię Nauk Społecznych[14].
- 6 lutego
  - Spotkanie z uczestnikami spotkania organizatorów Targów Światowych[15].
- 7 lutego
  - Udział w konferencji „Edukacja: globalne porozumienie”[16].
- 8 lutego
  - Zaprezentowano orędzie papieża do biskupów, członków ruchu Focolari, uczestniczących w międzynarodowej konwencji z racji stulecia urodzin Serva di Dio Chiara Lubich[17].
  - Spotkanie z kierownictwem watykańskiego Inspektoratu Bezpieczeństwa Publicznego[18].
- 10 lutego
  - Spotkanie z członkami Rycerzy Kolumba[19].
- 12 lutego
  - W Watykanie odbyła się prezentacja posynodalnej adhortacji apostolskiej „Querida Amazonia”[20].
- 14 lutego
  - Zaprezentowano orędzie papieża do Przewodniczącego Konferencji Episkopatu Hiszpanii z okazji Narodowego Kongresu Świeckich[21].
- 17 lutego
  - Papież ogłosił list do przewodniczącego Papieskiej Akademii Kościelnej[22].
- 20 lutego
  - Udział w sesji plenarnej Kongregacji Edukacji Katolickiej[23].
- 21 lutego
  - Spotkanie z księżmi członkami delegacji „panortodossa”[24].
  - Udział w sesji plenarnej Papieskiej Rady ds. Tekstów Prawnych[25].
- 23 lutego
  - Podróż papieża Franciszka do Bari, w celu wzięcia udziału w kończącym się spotkaniu biskupów diecezji znad Morza Śródziemnego[26].
- 24 lutego
  - Zaprezentowano orędzie papieża na Wielki Post 2020[27].
  - Spotkanie z członkami stowarzyszenia „Pro Petri Sede”[28].
- 26 lutego
  - Zaprezentowano orędzie papieża z okazji kampanii braterstwa Kościoła w Brazylii[29].

### Marzec
- 3 marca
  - Zaprezentowano wirtualne orędzie papieża z okazji Tygodnia Laudato’si[30].
- 5 marca
  - Zaprezentowano orędzie papieża na XXXV Światowy Dzień Młodzieży[31].
- 11 marca
  - Zaprezentowano wirtualne orędzie papieża z okazji Dnia Modlitwy i Postu[32].
- 19 marca
  - Zaprezentowano wirtualne orędzie papieża z okazji promowanej przez Konferencje Episkopatu Włoch chwilę modlitwy[33].
- 24 marca
  - Zaprezentowano orędzie papieża na 57 Światowy Dzień Modlitw o Powołania[34].
- 27 marca
  - Modlitwa papieża na Placu Świętego Piotra o powstrzymanie pandemii koronawirusa[35].

### Kwiecień
- 3 kwietnia
  - Zaprezentowano wirtualne orędzie papieża na Wielki Tydzień 2020[36].
- 10 kwietnia
  - Opublikowano list papieża do arcybiskupa Turynu z okazji nadzwyczajnego wystawienia Całunu Turyńskiego[37].
  - Zaprezentowano orędzie papieża do duszpasterstwa więziennego z Zakładu Karnego „Due Palazzi” w Padwie[38].
- 25 kwietnia
  - Opublikowano list papieża do Wszystkich Wiernych na Maj 2020[39].
- 27 kwietnia
  - Opublikowano pozdrowienie papieża do świata gazet ulicznych[40].

### Maj
- 12 maja
  - Zaprezentowano orędzie papieża z okazji Międzynarodowego Dnia Pielęgniarki[41].
- 15 maja
  - Zaprezentowano orędzie papieża na 106 Światowy Dzień Migranta i Uchodźcy[42].
- 18 maja
  - Zaprezentowano wirtualne orędzie papieża do młodzieży krakowskiej, z racji 100 rocznicy urodzin św. Jana Pawła II[43].
  - Opublikowano list papieża do rektora Angelicum[44].
  - Celebracja mszy świętej przez papieża na grobie św. Jana Pawła II w 100 rocznicę jego urodzin[45].
- 21 maja
  - Zaprezentowano orędzie papieża do Papieskiego Dzieła Misyjnego[46].
- 25 maja
  - Opublikowano list papieża do kard. Kurta Kocha z okazji 25 lecia podpisania encykliki „Ut unum sint”[47].
- 30 maja
  - Zaprezentowano wirtualne orędzie papieża z okazji Czuwania przed Zesłaniem Ducha Świętego promowanym przez CHARIS[48].
  - Opublikowano list papieża do księży diecezji rzymskiej[49].
- 31 maja
  - Zaprezentowano orędzie papieża na Światowy Dzień Misyjny 2020[50].
  - Zaprezentowano wirtualne orędzie papieża o wydarzeniu „Thy Kingdom Come”[51].

### Czerwiec
- 1 czerwca
  - Zaprezentowano orędzie papieża z okazji 50 rocznicy promuglowania obrzędu konsekracji dziewic[52].
  - Opublikowano list apostolski papieża w formie „Motu Proprio” w sprawie przejrzystości, kontroli i konkurencji w procedurach udzielania zamówień publicznych Stolicy Apostolskiej i Państwa Watykańskiego[53].
- 5 czerwca
  - Zaprezentowano wirtualne orędzie papieża z okazji wirtualnej konferencji zorganizowanej przez fundacje Scholas Occurrentes[54].
  - Opublikowano list papieża do prezydenta Kolumbii, z racji Światowego Dnia Środowiska[55].
- 13 czerwca
  - Zaprezentowano orędzie papieża na IV Światowy Dzień Ubogich[56].
- 17 czerwca
  - Zaprezentowano wirtualne orędzie papieża do marynarzy i ich rodzin[57].
- 20 czerwca
  - Zaprezentowano orędzie papieża do lekarzy, pielęgniarek i pracowników służby zdrowia z Lombardii[58].
- 30 czerwca
  - Zaprezentowano orędzie papieża do członków Katolickiego Stowarzyszenia Pracy uczestniczących w wirtualnej konferencji[59].

### Lipiec
- 2 lipca
  - Opublikowano list kondolencyjny papieża Franciszek do emerytowanego papieża Benedykta XVI, w związku ze śmiercią Georga Ratzingera[60].
- 18 lipca
  - Papież wziął udział w nabożeństwie żałobnym za zmarłego kard. Zenona Grocholewskiego[61].

### Sierpień
- 2 sierpnia
  - Zaprezentowano orędzie papieża do młodzieży zgromadzonej w Medjugorje na dorocznym spotkaniu[62].
- 8 sierpnia
  - Zaprezentowano orędzie do sióstr franciszkanek minimalnych Najświętszego Serca Jezusa[63].
- 17 sierpnia
  - Zaprezentowano orędzie papieża na spotkanie XLI Meeting per l’amicizia fra i popoli[64].

### Wrzesień
- 1 września
  - Zaprezentowano orędzie papieża z okazji Światowego Dnia Modlitw o Ochronę Świata Stworzonego[65].
- 3 września
  - Spotkanie z grupą świeckich z Francji, zajmujących się sprawami ekologii[66].
- 4 września
  - Zaprezentowano orędzie papieża do uczestników spotkania „European House – Ambrosetti”[67].
- 5 września
  - Zaprezentowano orędzie papieża do uczestników inicjatywy sportowej We Run Together[68].
- 10 września
  - Zaprezentowano orędzie papieża do delegacji uczestników projektu „Snapshots from the borders”[69].
- 11 września
  - Udział w kongresie Onkologii Ginekologicznej[70].
- 12 września
  - Zaprezentowano orędzie papieża do stowarzyszenia Comunità Laudato si'[71].
  - Opublikowano przemówienie papieża do krewnych zamordowanych nastolatków w klubie nocnym w Corinaldo[72].
- 17 września
  - Zaprezentowano orędzie papieża do uczestników VI Dnia Starszych i Chorych Księży z Lombardii[73].
- 18 września
  - Spotkanie z dziennikarzami belgijskiego tygodnika „Tertio”[74].
- 19 września
  - Spotkanie z fundacją „Bank Farmaceutyczny”[75].
- 21 września
  - Spotkanie z podopiecznymi centrum autyzmu „Sonnenschein” w Austrii[76].
- 25 września
  - Przyjęcie na audiencji prezydenta Polski Andrzeja Dudy wraz z małżonką[77].
- 28 września
  - Zaprezentowano orędzie papieża do członków Departamentu Bezpieczeństwa i Obrony Cywilnej Gubernatoratu Państwa Watykańskiego z okazji 75 rocznicy jego powstania[78].
- 30 września
  - Opublikowano list apostolski papieża w XVI stulecie śmierci świętego Hieronima[79].

### Październik
- 3 października
  - Papież udał się do Asyżu, gdzie podpisał encyklikę Fratelli Tutti[80].
- 7 października
  - Zaprezentowano orędzie papieża do uczestników zgromadzenia plenarnego Watykańskiej Akademii Nauk[81].
- 15 października
  - Za pomocą telemostu z Watykanu, papież wygłosił przemówienie na konferencji, dotyczącej Globalnego Paktu Edukacyjnego[82].
- 23 października
  - Zaprezentowano przesłanie papieża do członków ruchu Focolari[83].
- 24 października
  - Papież Franciszek przyjął na audiencji premiera Hiszpanii Pedro Sáncheza[84].

### Listopad
- 1 listopada
  - Zaprezentowano list papieża do kardynała nominata Silvano Marii Tomasiego[85].
- 4 listopada
  - Opublikowano list apostolski w formie motu proprio „Authenticum charismatis”[86].
- 9 listopada
  - Opublikowano list papieża z racji 500-lecia pierwszej Mszy na terytorium Chile[87].
- 12 listopada
  - Zaprezentowano orędzie papieża do przełożonego zakonu pijarów[88].
- 19 listopada
  - Zaprezentowano orędzie papieża z racji 300-lecia powstania zakonu pasjonistów[89].
- 28 listopada
  - Papież wziął udział w konsystorzu w sprawie powołania nowych kardynałów[90].
- 30 listopada
  - Zaprezentowano orędzie papieża do patriarchy Konstantynopola Bartłomieja I, z racji uroczystości świętego Andrzeja[91].

### Grudzień
- 1 grudnia
  - Za pomocą telemostu z Watykanu, papież wygłosił orędzie o rycie kongijskim[92].
- 5 grudnia
  - Opublikowano list papieża do kardynała Konrada Krajewskiego, z racji obchodów 100-lecia archidiecezji łódzkiej[93].
- 7 grudnia
  - Opublikowano list apostolski w formie motu proprio „Ab initio”[94].
- 8 grudnia
  - Opublikowano list apostolski papieża „Patris Corde” z okazji 150. rocznicy ogłoszenia świętego Józefa patronem Kościoła katolickiego[95].
- 11 grudnia
  - Spotkanie ze sprzedawcami choinek na Placu Św. Piotra[96].
- 16 grudnia
  - Za pomocą telemostu z Watykanu, papież wygłosił orędzie dotyczące Globalnego Paktu Edukacyjnego[97].
- 18 grudnia
  - Spotkanie z grupą niemieckojęzycznych studentów z Jerozolimy[98].
- 21 grudnia
  - Spotkanie przedstawicielami Kurii Rzymskiej[99].
  - Spotkanie w Auli Pawła VI z pracownikami Stolicy Apostolskiej i Państwa Watykańskiego; podczas spotkania papież przesłał życzenia bożonarodzeniowe[100].
- 27 grudnia
  - Opublikowano list apostolski w formie „motu proprio” w sprawie zarządzania i kontroli finansów Stolicy Apostolskiej[101].
- 31 grudnia
  - cyt. „Z powodu bolesnej rwy kulszowej” papież nie wziął udziału w tradycyjnych nieszporach z odśpiewaniem dziękczynnego Te Deum za rok 2020[102]. W zamian za niego nabożeństwo odprawił kardynał Giovanni Battista Re, dziekan Kolegium kardynalskiego[103].